# 侯一民
侯一民（1930年—2023年1月1日），蒙古族，河北高陽人，中国油画家、雕塑家、美术教育家，中国壁画学会名誉会长。曾任中央美院油画系副主任、壁画系主任、第一副院长等职。他曾参与第三套、第四套人民币设计，参与锦绣中华、中国民俗文化村等园林创建。2013年获第二届中国美术奖终身成就奖。